# Лёфгрен, Сигвард
Сигвард «Сигге» Лёфгрен (швед. Sigvard «Sigge» Löfgren; 12 апреля 1928, Роннебю — 21 апреля 1996) — шведский футболист, полузащитник.

## Карьера
Сигге Лёфгрен начал карьеру в клубе «Роннебю», в котором он выступал сначала за молодёжный, а затем за первый состав. Зимой 1951 года полузащитник перешёл в клуб «Хельсингборг», где сыграл 7 матчей. 17 июня он провёл свой единственный матч за сборную Швеции, в котором его команда сыграла 0:0 с Испанией. Тем же летом Лёфгрен уехал в Италию, подписав контракт с «Лацио». В составе римлян Сигге дебютировал 13 сентября в матче с «Интером», в котором его команда проиграла 0:2. В первом сезоне в клубе полузащитник провёл 20 матчей и забил 7 голов. Но во втором сезоне швед не выходил на поле из-за тяжёлой травмы. Но уже в следующем году вернулся на поле, выступая регулярно. Всего за «Лацио» полузащитник провёл 62 матча и 10 голов в серии А.
Затем футболист ещё на год остался в Италии, играя за клуб СПАЛ. После чего Лёфгрен возвратился в Швецию, играя за свой первый клуб «Роннебю», где впервые после возвращения сыграл 22 сентября 1956 года. За свой первый клуб Сигге провёл, в общеё сложности, более 250 встреч. Потом он выступал за «Сальтё». Этот клуб в 1968 году объединился с командами «Карлскруна» и «Бьоркхолмен», вследствие чего появилась команда Карлскруна АИФ. Там Сигге провёл один сезон. А последним клубом в карьере полузащитника стал другой клуб из Карлскруны, ИФК Карлскруна. Там Лёфгрен играл до 1972 года.

## Международная статистика
| Матчи Сигге Лёфгрена за сборную Швеции | Матчи Сигге Лёфгрена за сборную Швеции | Матчи Сигге Лёфгрена за сборную Швеции | Матчи Сигге Лёфгрена за сборную Швеции | Матчи Сигге Лёфгрена за сборную Швеции | Матчи Сигге Лёфгрена за сборную Швеции | Матчи Сигге Лёфгрена за сборную Швеции |
| -------------------------------------- | -------------------------------------- | -------------------------------------- | -------------------------------------- | -------------------------------------- | -------------------------------------- | -------------------------------------- |
| №                                      | Дата                                   | Место проведения                       | Оппонент                               | Счёт                                   | Голы                                   | Турнир                                 |
| 1                                      | 17 июня 1951                           | Росунда                                | Испания                                | 0:0                                    | —                                      | Товарищеский матч                      |